# Romanza
La romanza è una composizione musicale per voce e accompagnamento di struttura variabile e carattere sentimentale.

## Storia
Si afferma nel Settecento, inizialmente in Francia col nome di romance, accompagnata da uno strumento a tastiera. Non presentando particolari difficoltà tecniche, né per la voce né per lo strumento, ha grande fortuna nelle esecuzioni private. In questa prima stagione, la romanza rientra dunque nel genere della musica vocale da salotto o da camera. La più famosa romanza di quest'epoca è Plaisir d'amour.
Nel corso dell'Ottocento la sua fortuna aumenta notevolmente, tanto che viene accolta da un lato tra le forme operistiche, dall'altro tra quelle strumentali, i cui primi esempi risalgono agli ultimi decenni del secolo precedente.
Non per questo tuttavia la romanza abbandona i salotti. Al contrario, il successo di questo genere tocca il culmine negli ultimi decenni del XIX secolo attraverso la produzione di alcuni compositori italiani che vi si dedicano in modo quasi esclusivo. Il più famoso di essi è Francesco Paolo Tosti. Fra le romanze più famose possiamo citare Musica proibita di Stanislao Gastaldon (1881) e Mattinata (1904) di Ruggero Leoncavallo.
Il legame con la tradizione francese è testimoniato dalla frequente struttura a couplets, che d'altronde nella prima parte del secolo l'aveva differenziata, nel campo del teatro d'opera, dalla forma dell'aria.
Il termine romanza è inoltre impiegato correntemente a designare gli assoli a carattere lirico dell'opera tardo ottocentesca. In questo caso è impossibile individuare un elemento formale caratteristico, benché in alcuni casi il rimando alla romanza da salotto contemporanea possa essere evidente.

## La romanza strumentale
Genere noto sin dal classicismo, la romanza strumentale ha particolare fortuna nella stagione del Biedermeier. La sua figliazione dalla romanza vocale è evidente nel carattere del dettato melodico ed è resa esplicita nel caso delle celebri Romanze senza parole di Mendelssohn.

## Esempi operistici
- Assisa al piè d'un salice (Otello di Rossini)
- Oh, quante volte, oh quante! (I Capuleti e i Montecchi di Bellini)
- Una furtiva lagrima (L'elisir d'amore di Donizetti)
- Celeste Aida, romanza di Radamès (Aida di Verdi)
- O cieli azzurri, o dolci aure natie (Aida di Verdi)
- Addio del passato (La traviata di Verdi)
- Cielo e mar; Stella del marinar; Suicidio! (La Gioconda di Ponchielli)
- Donna non vidi mai simile a quella; In quelle trine morbide (Manon Lescaut di Puccini)
- Recondita Armonia; Vissi d'arte; E lucevan le stelle (Tosca di Puccini)
- Signore, ascolta; Non piangere, Liú; Nessun dorma (Turandot di Puccini)